# Presón de Golondrinas
Presón de Golondrinas är en ort i Mexiko.   Den ligger i kommunen Madera och delstaten Chihuahua, i den nordvästra delen av landet, 1 400 km nordväst om huvudstaden Mexico City. Presón de Golondrinas ligger 2 102 meter över havet och antalet invånare är 200.
Terrängen runt Presón de Golondrinas är platt åt sydväst, men åt nordost är den kuperad. Runt Presón de Golondrinas är det mycket glesbefolkat, med 2 invånare per kvadratkilometer. Närmaste större samhälle är San Pedro Madera, 11,6 km väster om Presón de Golondrinas. Omgivningarna runt Presón de Golondrinas är i huvudsak ett öppet busklandskap.